# 福阿島

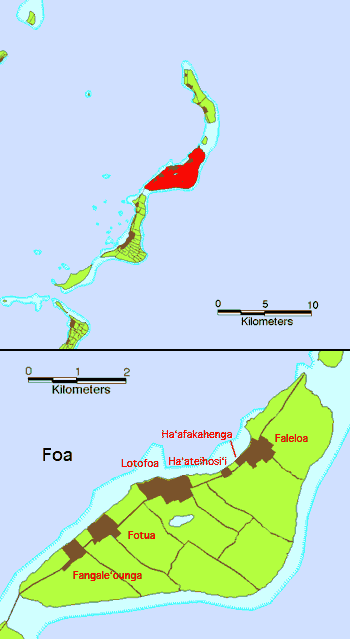
（上）福阿島在哈派群島的位置；（下）福阿島地圖

福阿島是太平洋島國湯加的島嶼，屬於哈派群島的一部分，位於該國首都努庫阿洛法東北面，毗鄰利富卡島，面積13.39平方公里，2006年人口1,485。

## 外部連結
- Lifuka & Foa

19°45′S 174°18′W / 19.750°S 174.300°W